# ۳سی ۲۰

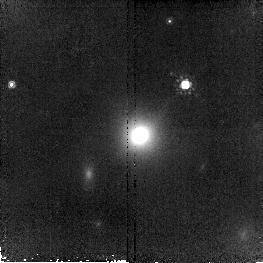
نمایی از «۳سی ۲۰» تصویربرداری توسط هابل

۳سی ۲۰ یک کهکشان رادیویی است که در صورت فلکی ذات‌الکرسی قرار دارد. این کهکشان یکی از بزرگترین کهکشان های شناخته شده با قطر ۸۵۰٬۰۰۰ سال نوری (۲۶۰ کیلوپارسک) است.

## یادداشت
1. ↑  از اندازه و فاصله ظاهری محاسبه می شود:{\displaystyle 700Mpc*sin(76.8arcsec)=850,000ly}